# Тертона тема
Те́ма Терто́на — тема в шаховій композиції. Суть теми — здвоєння білих лінійних фігур з попереднім звільненням лінії для атакувальної фігури, яке створюється таким чином: слабша лінійна фігура (тура або слон) робить по лінії критичний хід, звільняючи лінію, на яку приходить ферзь і наступним ходом при підтримці слабшої фігури рухається по лінії в протилежному напрямку від попереднього руху слабшої фігури.

## Історія
Ідея була запропонована в 1856 році англійським шаховим композитором Генрі Тертоном.
В основі задуму критичний хід слабшої лінійної фігури, наступним ходом в гру вступає білий ферзь, а потім заручившись підтримкою слабшої лінійної фігури ферзь  рухається по лінії в протилежному напрямку від попереднього руху підтримуючої фігури і оголошує мат чорному королю.
Ідея дістала назву — тема Тертона, або же називають — тертонівське здвоєння. Цією ідеєю зацікавилися ряд шахових композиторів, в результаті були відкриті нові різновидності тертонівського здвоєння, які стали самостійними темами, і дістали відповідно назви від прізвищ відкривачів ідеї. Оскільки їхні подальші розробки ідеї тертонівського здвоєння є по суті різновидності цієї ідеї, тому в назвах вказується Генрі Тертон, як співавтор цих тем. Ідея С. Лойда дістала назву тема Лойда — Тертона, ідея Е. Бруннера дістала назву тема Бруннера — Тертона, ідея Е. Цеплера дістала назву тема Цеплера — Тертона.
|   | a | b | c | d | e | f | g | h |   |
| 8 | c8 чорна тура · h7 чорний пішак · b5 чорний пішак · c5 чорний пішак · c4 чорний пішак · c3 білий слон · g3 білий ферзь · h3 білий король · b2 чорний пішак · d2 білий кінь · g2 білий пішак · a1 чорний король | c8 чорна тура · h7 чорний пішак · b5 чорний пішак · c5 чорний пішак · c4 чорний пішак · c3 білий слон · g3 білий ферзь · h3 білий король · b2 чорний пішак · d2 білий кінь · g2 білий пішак · a1 чорний король | c8 чорна тура · h7 чорний пішак · b5 чорний пішак · c5 чорний пішак · c4 чорний пішак · c3 білий слон · g3 білий ферзь · h3 білий король · b2 чорний пішак · d2 білий кінь · g2 білий пішак · a1 чорний король | c8 чорна тура · h7 чорний пішак · b5 чорний пішак · c5 чорний пішак · c4 чорний пішак · c3 білий слон · g3 білий ферзь · h3 білий король · b2 чорний пішак · d2 білий кінь · g2 білий пішак · a1 чорний король | c8 чорна тура · h7 чорний пішак · b5 чорний пішак · c5 чорний пішак · c4 чорний пішак · c3 білий слон · g3 білий ферзь · h3 білий король · b2 чорний пішак · d2 білий кінь · g2 білий пішак · a1 чорний король | c8 чорна тура · h7 чорний пішак · b5 чорний пішак · c5 чорний пішак · c4 чорний пішак · c3 білий слон · g3 білий ферзь · h3 білий король · b2 чорний пішак · d2 білий кінь · g2 білий пішак · a1 чорний король | c8 чорна тура · h7 чорний пішак · b5 чорний пішак · c5 чорний пішак · c4 чорний пішак · c3 білий слон · g3 білий ферзь · h3 білий король · b2 чорний пішак · d2 білий кінь · g2 білий пішак · a1 чорний король | c8 чорна тура · h7 чорний пішак · b5 чорний пішак · c5 чорний пішак · c4 чорний пішак · c3 білий слон · g3 білий ферзь · h3 білий король · b2 чорний пішак · d2 білий кінь · g2 білий пішак · a1 чорний король | 8 |
| 7 | c8 чорна тура · h7 чорний пішак · b5 чорний пішак · c5 чорний пішак · c4 чорний пішак · c3 білий слон · g3 білий ферзь · h3 білий король · b2 чорний пішак · d2 білий кінь · g2 білий пішак · a1 чорний король | c8 чорна тура · h7 чорний пішак · b5 чорний пішак · c5 чорний пішак · c4 чорний пішак · c3 білий слон · g3 білий ферзь · h3 білий король · b2 чорний пішак · d2 білий кінь · g2 білий пішак · a1 чорний король | c8 чорна тура · h7 чорний пішак · b5 чорний пішак · c5 чорний пішак · c4 чорний пішак · c3 білий слон · g3 білий ферзь · h3 білий король · b2 чорний пішак · d2 білий кінь · g2 білий пішак · a1 чорний король | c8 чорна тура · h7 чорний пішак · b5 чорний пішак · c5 чорний пішак · c4 чорний пішак · c3 білий слон · g3 білий ферзь · h3 білий король · b2 чорний пішак · d2 білий кінь · g2 білий пішак · a1 чорний король | c8 чорна тура · h7 чорний пішак · b5 чорний пішак · c5 чорний пішак · c4 чорний пішак · c3 білий слон · g3 білий ферзь · h3 білий король · b2 чорний пішак · d2 білий кінь · g2 білий пішак · a1 чорний король | c8 чорна тура · h7 чорний пішак · b5 чорний пішак · c5 чорний пішак · c4 чорний пішак · c3 білий слон · g3 білий ферзь · h3 білий король · b2 чорний пішак · d2 білий кінь · g2 білий пішак · a1 чорний король | c8 чорна тура · h7 чорний пішак · b5 чорний пішак · c5 чорний пішак · c4 чорний пішак · c3 білий слон · g3 білий ферзь · h3 білий король · b2 чорний пішак · d2 білий кінь · g2 білий пішак · a1 чорний король | c8 чорна тура · h7 чорний пішак · b5 чорний пішак · c5 чорний пішак · c4 чорний пішак · c3 білий слон · g3 білий ферзь · h3 білий король · b2 чорний пішак · d2 білий кінь · g2 білий пішак · a1 чорний король | 7 |
| 6 | c8 чорна тура · h7 чорний пішак · b5 чорний пішак · c5 чорний пішак · c4 чорний пішак · c3 білий слон · g3 білий ферзь · h3 білий король · b2 чорний пішак · d2 білий кінь · g2 білий пішак · a1 чорний король | c8 чорна тура · h7 чорний пішак · b5 чорний пішак · c5 чорний пішак · c4 чорний пішак · c3 білий слон · g3 білий ферзь · h3 білий король · b2 чорний пішак · d2 білий кінь · g2 білий пішак · a1 чорний король | c8 чорна тура · h7 чорний пішак · b5 чорний пішак · c5 чорний пішак · c4 чорний пішак · c3 білий слон · g3 білий ферзь · h3 білий король · b2 чорний пішак · d2 білий кінь · g2 білий пішак · a1 чорний король | c8 чорна тура · h7 чорний пішак · b5 чорний пішак · c5 чорний пішак · c4 чорний пішак · c3 білий слон · g3 білий ферзь · h3 білий король · b2 чорний пішак · d2 білий кінь · g2 білий пішак · a1 чорний король | c8 чорна тура · h7 чорний пішак · b5 чорний пішак · c5 чорний пішак · c4 чорний пішак · c3 білий слон · g3 білий ферзь · h3 білий король · b2 чорний пішак · d2 білий кінь · g2 білий пішак · a1 чорний король | c8 чорна тура · h7 чорний пішак · b5 чорний пішак · c5 чорний пішак · c4 чорний пішак · c3 білий слон · g3 білий ферзь · h3 білий король · b2 чорний пішак · d2 білий кінь · g2 білий пішак · a1 чорний король | c8 чорна тура · h7 чорний пішак · b5 чорний пішак · c5 чорний пішак · c4 чорний пішак · c3 білий слон · g3 білий ферзь · h3 білий король · b2 чорний пішак · d2 білий кінь · g2 білий пішак · a1 чорний король | c8 чорна тура · h7 чорний пішак · b5 чорний пішак · c5 чорний пішак · c4 чорний пішак · c3 білий слон · g3 білий ферзь · h3 білий король · b2 чорний пішак · d2 білий кінь · g2 білий пішак · a1 чорний король | 6 |
| 5 | c8 чорна тура · h7 чорний пішак · b5 чорний пішак · c5 чорний пішак · c4 чорний пішак · c3 білий слон · g3 білий ферзь · h3 білий король · b2 чорний пішак · d2 білий кінь · g2 білий пішак · a1 чорний король | c8 чорна тура · h7 чорний пішак · b5 чорний пішак · c5 чорний пішак · c4 чорний пішак · c3 білий слон · g3 білий ферзь · h3 білий король · b2 чорний пішак · d2 білий кінь · g2 білий пішак · a1 чорний король | c8 чорна тура · h7 чорний пішак · b5 чорний пішак · c5 чорний пішак · c4 чорний пішак · c3 білий слон · g3 білий ферзь · h3 білий король · b2 чорний пішак · d2 білий кінь · g2 білий пішак · a1 чорний король | c8 чорна тура · h7 чорний пішак · b5 чорний пішак · c5 чорний пішак · c4 чорний пішак · c3 білий слон · g3 білий ферзь · h3 білий король · b2 чорний пішак · d2 білий кінь · g2 білий пішак · a1 чорний король | c8 чорна тура · h7 чорний пішак · b5 чорний пішак · c5 чорний пішак · c4 чорний пішак · c3 білий слон · g3 білий ферзь · h3 білий король · b2 чорний пішак · d2 білий кінь · g2 білий пішак · a1 чорний король | c8 чорна тура · h7 чорний пішак · b5 чорний пішак · c5 чорний пішак · c4 чорний пішак · c3 білий слон · g3 білий ферзь · h3 білий король · b2 чорний пішак · d2 білий кінь · g2 білий пішак · a1 чорний король | c8 чорна тура · h7 чорний пішак · b5 чорний пішак · c5 чорний пішак · c4 чорний пішак · c3 білий слон · g3 білий ферзь · h3 білий король · b2 чорний пішак · d2 білий кінь · g2 білий пішак · a1 чорний король | c8 чорна тура · h7 чорний пішак · b5 чорний пішак · c5 чорний пішак · c4 чорний пішак · c3 білий слон · g3 білий ферзь · h3 білий король · b2 чорний пішак · d2 білий кінь · g2 білий пішак · a1 чорний король | 5 |
| 4 | c8 чорна тура · h7 чорний пішак · b5 чорний пішак · c5 чорний пішак · c4 чорний пішак · c3 білий слон · g3 білий ферзь · h3 білий король · b2 чорний пішак · d2 білий кінь · g2 білий пішак · a1 чорний король | c8 чорна тура · h7 чорний пішак · b5 чорний пішак · c5 чорний пішак · c4 чорний пішак · c3 білий слон · g3 білий ферзь · h3 білий король · b2 чорний пішак · d2 білий кінь · g2 білий пішак · a1 чорний король | c8 чорна тура · h7 чорний пішак · b5 чорний пішак · c5 чорний пішак · c4 чорний пішак · c3 білий слон · g3 білий ферзь · h3 білий король · b2 чорний пішак · d2 білий кінь · g2 білий пішак · a1 чорний король | c8 чорна тура · h7 чорний пішак · b5 чорний пішак · c5 чорний пішак · c4 чорний пішак · c3 білий слон · g3 білий ферзь · h3 білий король · b2 чорний пішак · d2 білий кінь · g2 білий пішак · a1 чорний король | c8 чорна тура · h7 чорний пішак · b5 чорний пішак · c5 чорний пішак · c4 чорний пішак · c3 білий слон · g3 білий ферзь · h3 білий король · b2 чорний пішак · d2 білий кінь · g2 білий пішак · a1 чорний король | c8 чорна тура · h7 чорний пішак · b5 чорний пішак · c5 чорний пішак · c4 чорний пішак · c3 білий слон · g3 білий ферзь · h3 білий король · b2 чорний пішак · d2 білий кінь · g2 білий пішак · a1 чорний король | c8 чорна тура · h7 чорний пішак · b5 чорний пішак · c5 чорний пішак · c4 чорний пішак · c3 білий слон · g3 білий ферзь · h3 білий король · b2 чорний пішак · d2 білий кінь · g2 білий пішак · a1 чорний король | c8 чорна тура · h7 чорний пішак · b5 чорний пішак · c5 чорний пішак · c4 чорний пішак · c3 білий слон · g3 білий ферзь · h3 білий король · b2 чорний пішак · d2 білий кінь · g2 білий пішак · a1 чорний король | 4 |
| 3 | c8 чорна тура · h7 чорний пішак · b5 чорний пішак · c5 чорний пішак · c4 чорний пішак · c3 білий слон · g3 білий ферзь · h3 білий король · b2 чорний пішак · d2 білий кінь · g2 білий пішак · a1 чорний король | c8 чорна тура · h7 чорний пішак · b5 чорний пішак · c5 чорний пішак · c4 чорний пішак · c3 білий слон · g3 білий ферзь · h3 білий король · b2 чорний пішак · d2 білий кінь · g2 білий пішак · a1 чорний король | c8 чорна тура · h7 чорний пішак · b5 чорний пішак · c5 чорний пішак · c4 чорний пішак · c3 білий слон · g3 білий ферзь · h3 білий король · b2 чорний пішак · d2 білий кінь · g2 білий пішак · a1 чорний король | c8 чорна тура · h7 чорний пішак · b5 чорний пішак · c5 чорний пішак · c4 чорний пішак · c3 білий слон · g3 білий ферзь · h3 білий король · b2 чорний пішак · d2 білий кінь · g2 білий пішак · a1 чорний король | c8 чорна тура · h7 чорний пішак · b5 чорний пішак · c5 чорний пішак · c4 чорний пішак · c3 білий слон · g3 білий ферзь · h3 білий король · b2 чорний пішак · d2 білий кінь · g2 білий пішак · a1 чорний король | c8 чорна тура · h7 чорний пішак · b5 чорний пішак · c5 чорний пішак · c4 чорний пішак · c3 білий слон · g3 білий ферзь · h3 білий король · b2 чорний пішак · d2 білий кінь · g2 білий пішак · a1 чорний король | c8 чорна тура · h7 чорний пішак · b5 чорний пішак · c5 чорний пішак · c4 чорний пішак · c3 білий слон · g3 білий ферзь · h3 білий король · b2 чорний пішак · d2 білий кінь · g2 білий пішак · a1 чорний король | c8 чорна тура · h7 чорний пішак · b5 чорний пішак · c5 чорний пішак · c4 чорний пішак · c3 білий слон · g3 білий ферзь · h3 білий король · b2 чорний пішак · d2 білий кінь · g2 білий пішак · a1 чорний король | 3 |
| 2 | c8 чорна тура · h7 чорний пішак · b5 чорний пішак · c5 чорний пішак · c4 чорний пішак · c3 білий слон · g3 білий ферзь · h3 білий король · b2 чорний пішак · d2 білий кінь · g2 білий пішак · a1 чорний король | c8 чорна тура · h7 чорний пішак · b5 чорний пішак · c5 чорний пішак · c4 чорний пішак · c3 білий слон · g3 білий ферзь · h3 білий король · b2 чорний пішак · d2 білий кінь · g2 білий пішак · a1 чорний король | c8 чорна тура · h7 чорний пішак · b5 чорний пішак · c5 чорний пішак · c4 чорний пішак · c3 білий слон · g3 білий ферзь · h3 білий король · b2 чорний пішак · d2 білий кінь · g2 білий пішак · a1 чорний король | c8 чорна тура · h7 чорний пішак · b5 чорний пішак · c5 чорний пішак · c4 чорний пішак · c3 білий слон · g3 білий ферзь · h3 білий король · b2 чорний пішак · d2 білий кінь · g2 білий пішак · a1 чорний король | c8 чорна тура · h7 чорний пішак · b5 чорний пішак · c5 чорний пішак · c4 чорний пішак · c3 білий слон · g3 білий ферзь · h3 білий король · b2 чорний пішак · d2 білий кінь · g2 білий пішак · a1 чорний король | c8 чорна тура · h7 чорний пішак · b5 чорний пішак · c5 чорний пішак · c4 чорний пішак · c3 білий слон · g3 білий ферзь · h3 білий король · b2 чорний пішак · d2 білий кінь · g2 білий пішак · a1 чорний король | c8 чорна тура · h7 чорний пішак · b5 чорний пішак · c5 чорний пішак · c4 чорний пішак · c3 білий слон · g3 білий ферзь · h3 білий король · b2 чорний пішак · d2 білий кінь · g2 білий пішак · a1 чорний король | c8 чорна тура · h7 чорний пішак · b5 чорний пішак · c5 чорний пішак · c4 чорний пішак · c3 білий слон · g3 білий ферзь · h3 білий король · b2 чорний пішак · d2 білий кінь · g2 білий пішак · a1 чорний король | 2 |
| 1 | c8 чорна тура · h7 чорний пішак · b5 чорний пішак · c5 чорний пішак · c4 чорний пішак · c3 білий слон · g3 білий ферзь · h3 білий король · b2 чорний пішак · d2 білий кінь · g2 білий пішак · a1 чорний король | c8 чорна тура · h7 чорний пішак · b5 чорний пішак · c5 чорний пішак · c4 чорний пішак · c3 білий слон · g3 білий ферзь · h3 білий король · b2 чорний пішак · d2 білий кінь · g2 білий пішак · a1 чорний король | c8 чорна тура · h7 чорний пішак · b5 чорний пішак · c5 чорний пішак · c4 чорний пішак · c3 білий слон · g3 білий ферзь · h3 білий король · b2 чорний пішак · d2 білий кінь · g2 білий пішак · a1 чорний король | c8 чорна тура · h7 чорний пішак · b5 чорний пішак · c5 чорний пішак · c4 чорний пішак · c3 білий слон · g3 білий ферзь · h3 білий король · b2 чорний пішак · d2 білий кінь · g2 білий пішак · a1 чорний король | c8 чорна тура · h7 чорний пішак · b5 чорний пішак · c5 чорний пішак · c4 чорний пішак · c3 білий слон · g3 білий ферзь · h3 білий король · b2 чорний пішак · d2 білий кінь · g2 білий пішак · a1 чорний король | c8 чорна тура · h7 чорний пішак · b5 чорний пішак · c5 чорний пішак · c4 чорний пішак · c3 білий слон · g3 білий ферзь · h3 білий король · b2 чорний пішак · d2 білий кінь · g2 білий пішак · a1 чорний король | c8 чорна тура · h7 чорний пішак · b5 чорний пішак · c5 чорний пішак · c4 чорний пішак · c3 білий слон · g3 білий ферзь · h3 білий король · b2 чорний пішак · d2 білий кінь · g2 білий пішак · a1 чорний король | c8 чорна тура · h7 чорний пішак · b5 чорний пішак · c5 чорний пішак · c4 чорний пішак · c3 білий слон · g3 білий ферзь · h3 білий король · b2 чорний пішак · d2 білий кінь · g2 білий пішак · a1 чорний король | 1 |
|   | a | b | c | d | e | f | g | h |   |

1. Lh8! b4 2. Dg7 Ta8 3. D:b2#
- — - — - — -
                2. ...   Th8  3. Da8#
1. ... Ta8 2. Dc3 Ta2 3. Dc1#

## Тема в мініатюрі
Тема може бути виражена при малій кількості фігур, навіть в малюку при кількості в п'ять фігур.
|   | a                                                                                    | b                                                                                    | c                                                                                    | d                                                                                    | e                                                                                    | f                                                                                    | g                                                                                    | h                                                                                    |   |
| 8 | e8 білий король · g7 чорний король · a6 білий ферзь · f6 чорний слон · f5 білий слон | e8 білий король · g7 чорний король · a6 білий ферзь · f6 чорний слон · f5 білий слон | e8 білий король · g7 чорний король · a6 білий ферзь · f6 чорний слон · f5 білий слон | e8 білий король · g7 чорний король · a6 білий ферзь · f6 чорний слон · f5 білий слон | e8 білий король · g7 чорний король · a6 білий ферзь · f6 чорний слон · f5 білий слон | e8 білий король · g7 чорний король · a6 білий ферзь · f6 чорний слон · f5 білий слон | e8 білий король · g7 чорний король · a6 білий ферзь · f6 чорний слон · f5 білий слон | e8 білий король · g7 чорний король · a6 білий ферзь · f6 чорний слон · f5 білий слон | 8 |
| 7 | e8 білий король · g7 чорний король · a6 білий ферзь · f6 чорний слон · f5 білий слон | e8 білий король · g7 чорний король · a6 білий ферзь · f6 чорний слон · f5 білий слон | e8 білий король · g7 чорний король · a6 білий ферзь · f6 чорний слон · f5 білий слон | e8 білий король · g7 чорний король · a6 білий ферзь · f6 чорний слон · f5 білий слон | e8 білий король · g7 чорний король · a6 білий ферзь · f6 чорний слон · f5 білий слон | e8 білий король · g7 чорний король · a6 білий ферзь · f6 чорний слон · f5 білий слон | e8 білий король · g7 чорний король · a6 білий ферзь · f6 чорний слон · f5 білий слон | e8 білий король · g7 чорний король · a6 білий ферзь · f6 чорний слон · f5 білий слон | 7 |
| 6 | e8 білий король · g7 чорний король · a6 білий ферзь · f6 чорний слон · f5 білий слон | e8 білий король · g7 чорний король · a6 білий ферзь · f6 чорний слон · f5 білий слон | e8 білий король · g7 чорний король · a6 білий ферзь · f6 чорний слон · f5 білий слон | e8 білий король · g7 чорний король · a6 білий ферзь · f6 чорний слон · f5 білий слон | e8 білий король · g7 чорний король · a6 білий ферзь · f6 чорний слон · f5 білий слон | e8 білий король · g7 чорний король · a6 білий ферзь · f6 чорний слон · f5 білий слон | e8 білий король · g7 чорний король · a6 білий ферзь · f6 чорний слон · f5 білий слон | e8 білий король · g7 чорний король · a6 білий ферзь · f6 чорний слон · f5 білий слон | 6 |
| 5 | e8 білий король · g7 чорний король · a6 білий ферзь · f6 чорний слон · f5 білий слон | e8 білий король · g7 чорний король · a6 білий ферзь · f6 чорний слон · f5 білий слон | e8 білий король · g7 чорний король · a6 білий ферзь · f6 чорний слон · f5 білий слон | e8 білий король · g7 чорний король · a6 білий ферзь · f6 чорний слон · f5 білий слон | e8 білий король · g7 чорний король · a6 білий ферзь · f6 чорний слон · f5 білий слон | e8 білий король · g7 чорний король · a6 білий ферзь · f6 чорний слон · f5 білий слон | e8 білий король · g7 чорний король · a6 білий ферзь · f6 чорний слон · f5 білий слон | e8 білий король · g7 чорний король · a6 білий ферзь · f6 чорний слон · f5 білий слон | 5 |
| 4 | e8 білий король · g7 чорний король · a6 білий ферзь · f6 чорний слон · f5 білий слон | e8 білий король · g7 чорний король · a6 білий ферзь · f6 чорний слон · f5 білий слон | e8 білий король · g7 чорний король · a6 білий ферзь · f6 чорний слон · f5 білий слон | e8 білий король · g7 чорний король · a6 білий ферзь · f6 чорний слон · f5 білий слон | e8 білий король · g7 чорний король · a6 білий ферзь · f6 чорний слон · f5 білий слон | e8 білий король · g7 чорний король · a6 білий ферзь · f6 чорний слон · f5 білий слон | e8 білий король · g7 чорний король · a6 білий ферзь · f6 чорний слон · f5 білий слон | e8 білий король · g7 чорний король · a6 білий ферзь · f6 чорний слон · f5 білий слон | 4 |
| 3 | e8 білий король · g7 чорний король · a6 білий ферзь · f6 чорний слон · f5 білий слон | e8 білий король · g7 чорний король · a6 білий ферзь · f6 чорний слон · f5 білий слон | e8 білий король · g7 чорний король · a6 білий ферзь · f6 чорний слон · f5 білий слон | e8 білий король · g7 чорний король · a6 білий ферзь · f6 чорний слон · f5 білий слон | e8 білий король · g7 чорний король · a6 білий ферзь · f6 чорний слон · f5 білий слон | e8 білий король · g7 чорний король · a6 білий ферзь · f6 чорний слон · f5 білий слон | e8 білий король · g7 чорний король · a6 білий ферзь · f6 чорний слон · f5 білий слон | e8 білий король · g7 чорний король · a6 білий ферзь · f6 чорний слон · f5 білий слон | 3 |
| 2 | e8 білий король · g7 чорний король · a6 білий ферзь · f6 чорний слон · f5 білий слон | e8 білий король · g7 чорний король · a6 білий ферзь · f6 чорний слон · f5 білий слон | e8 білий король · g7 чорний король · a6 білий ферзь · f6 чорний слон · f5 білий слон | e8 білий король · g7 чорний король · a6 білий ферзь · f6 чорний слон · f5 білий слон | e8 білий король · g7 чорний король · a6 білий ферзь · f6 чорний слон · f5 білий слон | e8 білий король · g7 чорний король · a6 білий ферзь · f6 чорний слон · f5 білий слон | e8 білий король · g7 чорний король · a6 білий ферзь · f6 чорний слон · f5 білий слон | e8 білий король · g7 чорний король · a6 білий ферзь · f6 чорний слон · f5 білий слон | 2 |
| 1 | e8 білий король · g7 чорний король · a6 білий ферзь · f6 чорний слон · f5 білий слон | e8 білий король · g7 чорний король · a6 білий ферзь · f6 чорний слон · f5 білий слон | e8 білий король · g7 чорний король · a6 білий ферзь · f6 чорний слон · f5 білий слон | e8 білий король · g7 чорний король · a6 білий ферзь · f6 чорний слон · f5 білий слон | e8 білий король · g7 чорний король · a6 білий ферзь · f6 чорний слон · f5 білий слон | e8 білий король · g7 чорний король · a6 білий ферзь · f6 чорний слон · f5 білий слон | e8 білий король · g7 чорний король · a6 білий ферзь · f6 чорний слон · f5 білий слон | e8 білий король · g7 чорний король · a6 білий ферзь · f6 чорний слон · f5 білий слон | 1 |
|   | a                                                                                    | b                                                                                    | c                                                                                    | d                                                                                    | e                                                                                    | f                                                                                    | g                                                                                    | h                                                                                    |   |

1. Lc2! ~ Zz
1. ... Kg8 2. Dd3 Kh8 3. Dh7#
- — - — - — -
1. ... Le5 2. Dg6+ Kh8 3. Dh7#
1. ... Kh6 2. D:f6+ Kh5 3. Ld1#
|   | a | b | c | d | e | f | g | h |   |
| 8 | f4 чорний кінь · g4 білий король · f3 білий пішак · f2 біла тура · g2 білий пішак · h2 чорний король · a1 білий ферзь | f4 чорний кінь · g4 білий король · f3 білий пішак · f2 біла тура · g2 білий пішак · h2 чорний король · a1 білий ферзь | f4 чорний кінь · g4 білий король · f3 білий пішак · f2 біла тура · g2 білий пішак · h2 чорний король · a1 білий ферзь | f4 чорний кінь · g4 білий король · f3 білий пішак · f2 біла тура · g2 білий пішак · h2 чорний король · a1 білий ферзь | f4 чорний кінь · g4 білий король · f3 білий пішак · f2 біла тура · g2 білий пішак · h2 чорний король · a1 білий ферзь | f4 чорний кінь · g4 білий король · f3 білий пішак · f2 біла тура · g2 білий пішак · h2 чорний король · a1 білий ферзь | f4 чорний кінь · g4 білий король · f3 білий пішак · f2 біла тура · g2 білий пішак · h2 чорний король · a1 білий ферзь | f4 чорний кінь · g4 білий король · f3 білий пішак · f2 біла тура · g2 білий пішак · h2 чорний король · a1 білий ферзь | 8 |
| 7 | f4 чорний кінь · g4 білий король · f3 білий пішак · f2 біла тура · g2 білий пішак · h2 чорний король · a1 білий ферзь | f4 чорний кінь · g4 білий король · f3 білий пішак · f2 біла тура · g2 білий пішак · h2 чорний король · a1 білий ферзь | f4 чорний кінь · g4 білий король · f3 білий пішак · f2 біла тура · g2 білий пішак · h2 чорний король · a1 білий ферзь | f4 чорний кінь · g4 білий король · f3 білий пішак · f2 біла тура · g2 білий пішак · h2 чорний король · a1 білий ферзь | f4 чорний кінь · g4 білий король · f3 білий пішак · f2 біла тура · g2 білий пішак · h2 чорний король · a1 білий ферзь | f4 чорний кінь · g4 білий король · f3 білий пішак · f2 біла тура · g2 білий пішак · h2 чорний король · a1 білий ферзь | f4 чорний кінь · g4 білий король · f3 білий пішак · f2 біла тура · g2 білий пішак · h2 чорний король · a1 білий ферзь | f4 чорний кінь · g4 білий король · f3 білий пішак · f2 біла тура · g2 білий пішак · h2 чорний король · a1 білий ферзь | 7 |
| 6 | f4 чорний кінь · g4 білий король · f3 білий пішак · f2 біла тура · g2 білий пішак · h2 чорний король · a1 білий ферзь | f4 чорний кінь · g4 білий король · f3 білий пішак · f2 біла тура · g2 білий пішак · h2 чорний король · a1 білий ферзь | f4 чорний кінь · g4 білий король · f3 білий пішак · f2 біла тура · g2 білий пішак · h2 чорний король · a1 білий ферзь | f4 чорний кінь · g4 білий король · f3 білий пішак · f2 біла тура · g2 білий пішак · h2 чорний король · a1 білий ферзь | f4 чорний кінь · g4 білий король · f3 білий пішак · f2 біла тура · g2 білий пішак · h2 чорний король · a1 білий ферзь | f4 чорний кінь · g4 білий король · f3 білий пішак · f2 біла тура · g2 білий пішак · h2 чорний король · a1 білий ферзь | f4 чорний кінь · g4 білий король · f3 білий пішак · f2 біла тура · g2 білий пішак · h2 чорний король · a1 білий ферзь | f4 чорний кінь · g4 білий король · f3 білий пішак · f2 біла тура · g2 білий пішак · h2 чорний король · a1 білий ферзь | 6 |
| 5 | f4 чорний кінь · g4 білий король · f3 білий пішак · f2 біла тура · g2 білий пішак · h2 чорний король · a1 білий ферзь | f4 чорний кінь · g4 білий король · f3 білий пішак · f2 біла тура · g2 білий пішак · h2 чорний король · a1 білий ферзь | f4 чорний кінь · g4 білий король · f3 білий пішак · f2 біла тура · g2 білий пішак · h2 чорний король · a1 білий ферзь | f4 чорний кінь · g4 білий король · f3 білий пішак · f2 біла тура · g2 білий пішак · h2 чорний король · a1 білий ферзь | f4 чорний кінь · g4 білий король · f3 білий пішак · f2 біла тура · g2 білий пішак · h2 чорний король · a1 білий ферзь | f4 чорний кінь · g4 білий король · f3 білий пішак · f2 біла тура · g2 білий пішак · h2 чорний король · a1 білий ферзь | f4 чорний кінь · g4 білий король · f3 білий пішак · f2 біла тура · g2 білий пішак · h2 чорний король · a1 білий ферзь | f4 чорний кінь · g4 білий король · f3 білий пішак · f2 біла тура · g2 білий пішак · h2 чорний король · a1 білий ферзь | 5 |
| 4 | f4 чорний кінь · g4 білий король · f3 білий пішак · f2 біла тура · g2 білий пішак · h2 чорний король · a1 білий ферзь | f4 чорний кінь · g4 білий король · f3 білий пішак · f2 біла тура · g2 білий пішак · h2 чорний король · a1 білий ферзь | f4 чорний кінь · g4 білий король · f3 білий пішак · f2 біла тура · g2 білий пішак · h2 чорний король · a1 білий ферзь | f4 чорний кінь · g4 білий король · f3 білий пішак · f2 біла тура · g2 білий пішак · h2 чорний король · a1 білий ферзь | f4 чорний кінь · g4 білий король · f3 білий пішак · f2 біла тура · g2 білий пішак · h2 чорний король · a1 білий ферзь | f4 чорний кінь · g4 білий король · f3 білий пішак · f2 біла тура · g2 білий пішак · h2 чорний король · a1 білий ферзь | f4 чорний кінь · g4 білий король · f3 білий пішак · f2 біла тура · g2 білий пішак · h2 чорний король · a1 білий ферзь | f4 чорний кінь · g4 білий король · f3 білий пішак · f2 біла тура · g2 білий пішак · h2 чорний король · a1 білий ферзь | 4 |
| 3 | f4 чорний кінь · g4 білий король · f3 білий пішак · f2 біла тура · g2 білий пішак · h2 чорний король · a1 білий ферзь | f4 чорний кінь · g4 білий король · f3 білий пішак · f2 біла тура · g2 білий пішак · h2 чорний король · a1 білий ферзь | f4 чорний кінь · g4 білий король · f3 білий пішак · f2 біла тура · g2 білий пішак · h2 чорний король · a1 білий ферзь | f4 чорний кінь · g4 білий король · f3 білий пішак · f2 біла тура · g2 білий пішак · h2 чорний король · a1 білий ферзь | f4 чорний кінь · g4 білий король · f3 білий пішак · f2 біла тура · g2 білий пішак · h2 чорний король · a1 білий ферзь | f4 чорний кінь · g4 білий король · f3 білий пішак · f2 біла тура · g2 білий пішак · h2 чорний король · a1 білий ферзь | f4 чорний кінь · g4 білий король · f3 білий пішак · f2 біла тура · g2 білий пішак · h2 чорний король · a1 білий ферзь | f4 чорний кінь · g4 білий король · f3 білий пішак · f2 біла тура · g2 білий пішак · h2 чорний король · a1 білий ферзь | 3 |
| 2 | f4 чорний кінь · g4 білий король · f3 білий пішак · f2 біла тура · g2 білий пішак · h2 чорний король · a1 білий ферзь | f4 чорний кінь · g4 білий король · f3 білий пішак · f2 біла тура · g2 білий пішак · h2 чорний король · a1 білий ферзь | f4 чорний кінь · g4 білий король · f3 білий пішак · f2 біла тура · g2 білий пішак · h2 чорний король · a1 білий ферзь | f4 чорний кінь · g4 білий король · f3 білий пішак · f2 біла тура · g2 білий пішак · h2 чорний король · a1 білий ферзь | f4 чорний кінь · g4 білий король · f3 білий пішак · f2 біла тура · g2 білий пішак · h2 чорний король · a1 білий ферзь | f4 чорний кінь · g4 білий король · f3 білий пішак · f2 біла тура · g2 білий пішак · h2 чорний король · a1 білий ферзь | f4 чорний кінь · g4 білий король · f3 білий пішак · f2 біла тура · g2 білий пішак · h2 чорний король · a1 білий ферзь | f4 чорний кінь · g4 білий король · f3 білий пішак · f2 біла тура · g2 білий пішак · h2 чорний король · a1 білий ферзь | 2 |
| 1 | f4 чорний кінь · g4 білий король · f3 білий пішак · f2 біла тура · g2 білий пішак · h2 чорний король · a1 білий ферзь | f4 чорний кінь · g4 білий король · f3 білий пішак · f2 біла тура · g2 білий пішак · h2 чорний король · a1 білий ферзь | f4 чорний кінь · g4 білий король · f3 білий пішак · f2 біла тура · g2 білий пішак · h2 чорний король · a1 білий ферзь | f4 чорний кінь · g4 білий король · f3 білий пішак · f2 біла тура · g2 білий пішак · h2 чорний король · a1 білий ферзь | f4 чорний кінь · g4 білий король · f3 білий пішак · f2 біла тура · g2 білий пішак · h2 чорний король · a1 білий ферзь | f4 чорний кінь · g4 білий король · f3 білий пішак · f2 біла тура · g2 білий пішак · h2 чорний король · a1 білий ферзь | f4 чорний кінь · g4 білий король · f3 білий пішак · f2 біла тура · g2 білий пішак · h2 чорний король · a1 білий ферзь | f4 чорний кінь · g4 білий король · f3 білий пішак · f2 біла тура · g2 білий пішак · h2 чорний король · a1 білий ферзь | 1 |
|   | a | b | c | d | e | f | g | h |   |

1. Ta2! ~ Zz
1. ... S:g2 2. Db2 ~ 3. D:g2#
- — - — - — -
1. ... Se2 2. g3 Kg2 3. T:e2#

## Синтез з іншими темами
Завдяки специфіці геометричних ходів тема Тертона може бути виражена в синтезі з іншими темами, складовою яких є критичні ходи білих фігур.
|   | a | b | c | d | e | f | g | h |   |
| 8 | c7 білий король · f7 білий пішак · a4 біла тура · a3 чорний пішак · b3 чорний пішак · c3 білий слон · e3 білий пішак · a2 білий пішак · b2 чорний кінь · g2 білий ферзь · a1 чорний король · b1 чорний слон | c7 білий король · f7 білий пішак · a4 біла тура · a3 чорний пішак · b3 чорний пішак · c3 білий слон · e3 білий пішак · a2 білий пішак · b2 чорний кінь · g2 білий ферзь · a1 чорний король · b1 чорний слон | c7 білий король · f7 білий пішак · a4 біла тура · a3 чорний пішак · b3 чорний пішак · c3 білий слон · e3 білий пішак · a2 білий пішак · b2 чорний кінь · g2 білий ферзь · a1 чорний король · b1 чорний слон | c7 білий король · f7 білий пішак · a4 біла тура · a3 чорний пішак · b3 чорний пішак · c3 білий слон · e3 білий пішак · a2 білий пішак · b2 чорний кінь · g2 білий ферзь · a1 чорний король · b1 чорний слон | c7 білий король · f7 білий пішак · a4 біла тура · a3 чорний пішак · b3 чорний пішак · c3 білий слон · e3 білий пішак · a2 білий пішак · b2 чорний кінь · g2 білий ферзь · a1 чорний король · b1 чорний слон | c7 білий король · f7 білий пішак · a4 біла тура · a3 чорний пішак · b3 чорний пішак · c3 білий слон · e3 білий пішак · a2 білий пішак · b2 чорний кінь · g2 білий ферзь · a1 чорний король · b1 чорний слон | c7 білий король · f7 білий пішак · a4 біла тура · a3 чорний пішак · b3 чорний пішак · c3 білий слон · e3 білий пішак · a2 білий пішак · b2 чорний кінь · g2 білий ферзь · a1 чорний король · b1 чорний слон | c7 білий король · f7 білий пішак · a4 біла тура · a3 чорний пішак · b3 чорний пішак · c3 білий слон · e3 білий пішак · a2 білий пішак · b2 чорний кінь · g2 білий ферзь · a1 чорний король · b1 чорний слон | 8 |
| 7 | c7 білий король · f7 білий пішак · a4 біла тура · a3 чорний пішак · b3 чорний пішак · c3 білий слон · e3 білий пішак · a2 білий пішак · b2 чорний кінь · g2 білий ферзь · a1 чорний король · b1 чорний слон | c7 білий король · f7 білий пішак · a4 біла тура · a3 чорний пішак · b3 чорний пішак · c3 білий слон · e3 білий пішак · a2 білий пішак · b2 чорний кінь · g2 білий ферзь · a1 чорний король · b1 чорний слон | c7 білий король · f7 білий пішак · a4 біла тура · a3 чорний пішак · b3 чорний пішак · c3 білий слон · e3 білий пішак · a2 білий пішак · b2 чорний кінь · g2 білий ферзь · a1 чорний король · b1 чорний слон | c7 білий король · f7 білий пішак · a4 біла тура · a3 чорний пішак · b3 чорний пішак · c3 білий слон · e3 білий пішак · a2 білий пішак · b2 чорний кінь · g2 білий ферзь · a1 чорний король · b1 чорний слон | c7 білий король · f7 білий пішак · a4 біла тура · a3 чорний пішак · b3 чорний пішак · c3 білий слон · e3 білий пішак · a2 білий пішак · b2 чорний кінь · g2 білий ферзь · a1 чорний король · b1 чорний слон | c7 білий король · f7 білий пішак · a4 біла тура · a3 чорний пішак · b3 чорний пішак · c3 білий слон · e3 білий пішак · a2 білий пішак · b2 чорний кінь · g2 білий ферзь · a1 чорний король · b1 чорний слон | c7 білий король · f7 білий пішак · a4 біла тура · a3 чорний пішак · b3 чорний пішак · c3 білий слон · e3 білий пішак · a2 білий пішак · b2 чорний кінь · g2 білий ферзь · a1 чорний король · b1 чорний слон | c7 білий король · f7 білий пішак · a4 біла тура · a3 чорний пішак · b3 чорний пішак · c3 білий слон · e3 білий пішак · a2 білий пішак · b2 чорний кінь · g2 білий ферзь · a1 чорний король · b1 чорний слон | 7 |
| 6 | c7 білий король · f7 білий пішак · a4 біла тура · a3 чорний пішак · b3 чорний пішак · c3 білий слон · e3 білий пішак · a2 білий пішак · b2 чорний кінь · g2 білий ферзь · a1 чорний король · b1 чорний слон | c7 білий король · f7 білий пішак · a4 біла тура · a3 чорний пішак · b3 чорний пішак · c3 білий слон · e3 білий пішак · a2 білий пішак · b2 чорний кінь · g2 білий ферзь · a1 чорний король · b1 чорний слон | c7 білий король · f7 білий пішак · a4 біла тура · a3 чорний пішак · b3 чорний пішак · c3 білий слон · e3 білий пішак · a2 білий пішак · b2 чорний кінь · g2 білий ферзь · a1 чорний король · b1 чорний слон | c7 білий король · f7 білий пішак · a4 біла тура · a3 чорний пішак · b3 чорний пішак · c3 білий слон · e3 білий пішак · a2 білий пішак · b2 чорний кінь · g2 білий ферзь · a1 чорний король · b1 чорний слон | c7 білий король · f7 білий пішак · a4 біла тура · a3 чорний пішак · b3 чорний пішак · c3 білий слон · e3 білий пішак · a2 білий пішак · b2 чорний кінь · g2 білий ферзь · a1 чорний король · b1 чорний слон | c7 білий король · f7 білий пішак · a4 біла тура · a3 чорний пішак · b3 чорний пішак · c3 білий слон · e3 білий пішак · a2 білий пішак · b2 чорний кінь · g2 білий ферзь · a1 чорний король · b1 чорний слон | c7 білий король · f7 білий пішак · a4 біла тура · a3 чорний пішак · b3 чорний пішак · c3 білий слон · e3 білий пішак · a2 білий пішак · b2 чорний кінь · g2 білий ферзь · a1 чорний король · b1 чорний слон | c7 білий король · f7 білий пішак · a4 біла тура · a3 чорний пішак · b3 чорний пішак · c3 білий слон · e3 білий пішак · a2 білий пішак · b2 чорний кінь · g2 білий ферзь · a1 чорний король · b1 чорний слон | 6 |
| 5 | c7 білий король · f7 білий пішак · a4 біла тура · a3 чорний пішак · b3 чорний пішак · c3 білий слон · e3 білий пішак · a2 білий пішак · b2 чорний кінь · g2 білий ферзь · a1 чорний король · b1 чорний слон | c7 білий король · f7 білий пішак · a4 біла тура · a3 чорний пішак · b3 чорний пішак · c3 білий слон · e3 білий пішак · a2 білий пішак · b2 чорний кінь · g2 білий ферзь · a1 чорний король · b1 чорний слон | c7 білий король · f7 білий пішак · a4 біла тура · a3 чорний пішак · b3 чорний пішак · c3 білий слон · e3 білий пішак · a2 білий пішак · b2 чорний кінь · g2 білий ферзь · a1 чорний король · b1 чорний слон | c7 білий король · f7 білий пішак · a4 біла тура · a3 чорний пішак · b3 чорний пішак · c3 білий слон · e3 білий пішак · a2 білий пішак · b2 чорний кінь · g2 білий ферзь · a1 чорний король · b1 чорний слон | c7 білий король · f7 білий пішак · a4 біла тура · a3 чорний пішак · b3 чорний пішак · c3 білий слон · e3 білий пішак · a2 білий пішак · b2 чорний кінь · g2 білий ферзь · a1 чорний король · b1 чорний слон | c7 білий король · f7 білий пішак · a4 біла тура · a3 чорний пішак · b3 чорний пішак · c3 білий слон · e3 білий пішак · a2 білий пішак · b2 чорний кінь · g2 білий ферзь · a1 чорний король · b1 чорний слон | c7 білий король · f7 білий пішак · a4 біла тура · a3 чорний пішак · b3 чорний пішак · c3 білий слон · e3 білий пішак · a2 білий пішак · b2 чорний кінь · g2 білий ферзь · a1 чорний король · b1 чорний слон | c7 білий король · f7 білий пішак · a4 біла тура · a3 чорний пішак · b3 чорний пішак · c3 білий слон · e3 білий пішак · a2 білий пішак · b2 чорний кінь · g2 білий ферзь · a1 чорний король · b1 чорний слон | 5 |
| 4 | c7 білий король · f7 білий пішак · a4 біла тура · a3 чорний пішак · b3 чорний пішак · c3 білий слон · e3 білий пішак · a2 білий пішак · b2 чорний кінь · g2 білий ферзь · a1 чорний король · b1 чорний слон | c7 білий король · f7 білий пішак · a4 біла тура · a3 чорний пішак · b3 чорний пішак · c3 білий слон · e3 білий пішак · a2 білий пішак · b2 чорний кінь · g2 білий ферзь · a1 чорний король · b1 чорний слон | c7 білий король · f7 білий пішак · a4 біла тура · a3 чорний пішак · b3 чорний пішак · c3 білий слон · e3 білий пішак · a2 білий пішак · b2 чорний кінь · g2 білий ферзь · a1 чорний король · b1 чорний слон | c7 білий король · f7 білий пішак · a4 біла тура · a3 чорний пішак · b3 чорний пішак · c3 білий слон · e3 білий пішак · a2 білий пішак · b2 чорний кінь · g2 білий ферзь · a1 чорний король · b1 чорний слон | c7 білий король · f7 білий пішак · a4 біла тура · a3 чорний пішак · b3 чорний пішак · c3 білий слон · e3 білий пішак · a2 білий пішак · b2 чорний кінь · g2 білий ферзь · a1 чорний король · b1 чорний слон | c7 білий король · f7 білий пішак · a4 біла тура · a3 чорний пішак · b3 чорний пішак · c3 білий слон · e3 білий пішак · a2 білий пішак · b2 чорний кінь · g2 білий ферзь · a1 чорний король · b1 чорний слон | c7 білий король · f7 білий пішак · a4 біла тура · a3 чорний пішак · b3 чорний пішак · c3 білий слон · e3 білий пішак · a2 білий пішак · b2 чорний кінь · g2 білий ферзь · a1 чорний король · b1 чорний слон | c7 білий король · f7 білий пішак · a4 біла тура · a3 чорний пішак · b3 чорний пішак · c3 білий слон · e3 білий пішак · a2 білий пішак · b2 чорний кінь · g2 білий ферзь · a1 чорний король · b1 чорний слон | 4 |
| 3 | c7 білий король · f7 білий пішак · a4 біла тура · a3 чорний пішак · b3 чорний пішак · c3 білий слон · e3 білий пішак · a2 білий пішак · b2 чорний кінь · g2 білий ферзь · a1 чорний король · b1 чорний слон | c7 білий король · f7 білий пішак · a4 біла тура · a3 чорний пішак · b3 чорний пішак · c3 білий слон · e3 білий пішак · a2 білий пішак · b2 чорний кінь · g2 білий ферзь · a1 чорний король · b1 чорний слон | c7 білий король · f7 білий пішак · a4 біла тура · a3 чорний пішак · b3 чорний пішак · c3 білий слон · e3 білий пішак · a2 білий пішак · b2 чорний кінь · g2 білий ферзь · a1 чорний король · b1 чорний слон | c7 білий король · f7 білий пішак · a4 біла тура · a3 чорний пішак · b3 чорний пішак · c3 білий слон · e3 білий пішак · a2 білий пішак · b2 чорний кінь · g2 білий ферзь · a1 чорний король · b1 чорний слон | c7 білий король · f7 білий пішак · a4 біла тура · a3 чорний пішак · b3 чорний пішак · c3 білий слон · e3 білий пішак · a2 білий пішак · b2 чорний кінь · g2 білий ферзь · a1 чорний король · b1 чорний слон | c7 білий король · f7 білий пішак · a4 біла тура · a3 чорний пішак · b3 чорний пішак · c3 білий слон · e3 білий пішак · a2 білий пішак · b2 чорний кінь · g2 білий ферзь · a1 чорний король · b1 чорний слон | c7 білий король · f7 білий пішак · a4 біла тура · a3 чорний пішак · b3 чорний пішак · c3 білий слон · e3 білий пішак · a2 білий пішак · b2 чорний кінь · g2 білий ферзь · a1 чорний король · b1 чорний слон | c7 білий король · f7 білий пішак · a4 біла тура · a3 чорний пішак · b3 чорний пішак · c3 білий слон · e3 білий пішак · a2 білий пішак · b2 чорний кінь · g2 білий ферзь · a1 чорний король · b1 чорний слон | 3 |
| 2 | c7 білий король · f7 білий пішак · a4 біла тура · a3 чорний пішак · b3 чорний пішак · c3 білий слон · e3 білий пішак · a2 білий пішак · b2 чорний кінь · g2 білий ферзь · a1 чорний король · b1 чорний слон | c7 білий король · f7 білий пішак · a4 біла тура · a3 чорний пішак · b3 чорний пішак · c3 білий слон · e3 білий пішак · a2 білий пішак · b2 чорний кінь · g2 білий ферзь · a1 чорний король · b1 чорний слон | c7 білий король · f7 білий пішак · a4 біла тура · a3 чорний пішак · b3 чорний пішак · c3 білий слон · e3 білий пішак · a2 білий пішак · b2 чорний кінь · g2 білий ферзь · a1 чорний король · b1 чорний слон | c7 білий король · f7 білий пішак · a4 біла тура · a3 чорний пішак · b3 чорний пішак · c3 білий слон · e3 білий пішак · a2 білий пішак · b2 чорний кінь · g2 білий ферзь · a1 чорний король · b1 чорний слон | c7 білий король · f7 білий пішак · a4 біла тура · a3 чорний пішак · b3 чорний пішак · c3 білий слон · e3 білий пішак · a2 білий пішак · b2 чорний кінь · g2 білий ферзь · a1 чорний король · b1 чорний слон | c7 білий король · f7 білий пішак · a4 біла тура · a3 чорний пішак · b3 чорний пішак · c3 білий слон · e3 білий пішак · a2 білий пішак · b2 чорний кінь · g2 білий ферзь · a1 чорний король · b1 чорний слон | c7 білий король · f7 білий пішак · a4 біла тура · a3 чорний пішак · b3 чорний пішак · c3 білий слон · e3 білий пішак · a2 білий пішак · b2 чорний кінь · g2 білий ферзь · a1 чорний король · b1 чорний слон | c7 білий король · f7 білий пішак · a4 біла тура · a3 чорний пішак · b3 чорний пішак · c3 білий слон · e3 білий пішак · a2 білий пішак · b2 чорний кінь · g2 білий ферзь · a1 чорний король · b1 чорний слон | 2 |
| 1 | c7 білий король · f7 білий пішак · a4 біла тура · a3 чорний пішак · b3 чорний пішак · c3 білий слон · e3 білий пішак · a2 білий пішак · b2 чорний кінь · g2 білий ферзь · a1 чорний король · b1 чорний слон | c7 білий король · f7 білий пішак · a4 біла тура · a3 чорний пішак · b3 чорний пішак · c3 білий слон · e3 білий пішак · a2 білий пішак · b2 чорний кінь · g2 білий ферзь · a1 чорний король · b1 чорний слон | c7 білий король · f7 білий пішак · a4 біла тура · a3 чорний пішак · b3 чорний пішак · c3 білий слон · e3 білий пішак · a2 білий пішак · b2 чорний кінь · g2 білий ферзь · a1 чорний король · b1 чорний слон | c7 білий король · f7 білий пішак · a4 біла тура · a3 чорний пішак · b3 чорний пішак · c3 білий слон · e3 білий пішак · a2 білий пішак · b2 чорний кінь · g2 білий ферзь · a1 чорний король · b1 чорний слон | c7 білий король · f7 білий пішак · a4 біла тура · a3 чорний пішак · b3 чорний пішак · c3 білий слон · e3 білий пішак · a2 білий пішак · b2 чорний кінь · g2 білий ферзь · a1 чорний король · b1 чорний слон | c7 білий король · f7 білий пішак · a4 біла тура · a3 чорний пішак · b3 чорний пішак · c3 білий слон · e3 білий пішак · a2 білий пішак · b2 чорний кінь · g2 білий ферзь · a1 чорний король · b1 чорний слон | c7 білий король · f7 білий пішак · a4 біла тура · a3 чорний пішак · b3 чорний пішак · c3 білий слон · e3 білий пішак · a2 білий пішак · b2 чорний кінь · g2 білий ферзь · a1 чорний король · b1 чорний слон | c7 білий король · f7 білий пішак · a4 біла тура · a3 чорний пішак · b3 чорний пішак · c3 білий слон · e3 білий пішак · a2 білий пішак · b2 чорний кінь · g2 білий ферзь · a1 чорний король · b1 чорний слон | 1 |
|   | a | b | c | d | e | f | g | h |   |

1. Lh8!
1. ... K:a2 2. Dg7! ~ 3. D:b2#
      2. ... S~ 3. Da1# — в загрозі і варіанті проходить тертонівське здвоєння
- — - — - — -
1. ... ba 2. Td4! ~ Zz
        2. ... S~ 3. T:S# — проходить індійська тема